# Blackmore's Night
Blackmore's Night és un conjunt de música folk rock/new age que s'inspira en la música del Renaixement; l'encapçalen Ritchie Blackmore (guitarra elèctrica i acústica) i Candice Night (instruments d'època, lletrista i cantant).

## Història
La història del conjunt comença el 1990, quan la Candice treballava a Nova York en una emissora de ràdio de música rock i on, per raons de feina, conegué en Ritchie, integrant de Deep Purple en aquells moments. Esdevingueren parella sentimental i s'adonaren que compartien interès pel Renaixement. Després de plegar de Deep Purple el 1993, i havent gravat el 1995 l'àlbum Stranger in Us All com a Rainbow (amb la Candice fent els cors), en Ritchie decidí apropar la música renaixentista al públic modern. L'efervescent personalitat de Candice i el seu talent com a cantant en feu l'elecció perfecta per a imatge del grup. En el 1997 tot estava a punt per llançar el conjunt, amb el nom del conjunt tret del joc de paraules format pels cognoms d'ambdós, i amb una formació estable integrada per la parella, a la que s'afegirien músics fent de bolos quan convingués.
L'àlbum del debut, Shadow of the Moon fou un èxit immediat, especialment a Europa. Els àlbums següents, Fires at Midnight sobretot, es van caracteritzar per un increment de música rock a la guitarra sense perdre, però, una base de Folk rock. Amb el pas del temps, Candice Night ha augmentat la seva participació, tant com a cantant com tocant un ampli ventall d'instruments del Renaixament.
El grup actua a fires i festivals renaixentistes, i també fa concerts en solitari en locals escaients a l'ambientació del grup. Així, fan gires per castells d'Europa, on toquen en ambients històrics, per a una audiència sovint vestida d'època. Una mostra de la popularitat del grup és que ha inspirat un conjunt que l'imita, el Renaissance Night.

## Obres

### Discografia
- Shadow of the Moon (1997)
- Under a Violet Moon (1999)
- Fires at Midnight (2001)
- Past Times with Good Company (2002), en directe
- Ghost of a Rose (2003)
- All Because Of You (2004), single
- Beyond the Sunset: The Romantic Collection (2004), recopilatori
- All For One (2004), recopilatori editat al Japó
- I'll Be There (Just Call My Name) / Old Mill (2005), single
- The Village Lanterne (2006), Gener
- Winter Carols (2006), Octubre
- Paris Moon (2007), en directe
- Secret Voyage (2008)
- Autumn Sky (2010)

### Videografia
- Castles and Dreams (2005)
- Paris Moon (2007)

## Músics
- Ritchie Blackmore - guitarres, mandolina, domra
- Candice Night - cantant, trompa, flauta
- Bard David of Larchmont - teclats
- Sisters of the Moon: Lady Madeline i Lady Nancy - cors
- Squire Malcolm of Lumley - percussió
- Sir Robert of Normandie- baix
- Tudor Rose - violí, flauta